# Organizzazione del trattato di sicurezza collettiva

Mappa dei paesi aderenti alla OTSC.

L'Organizzazione del Trattato di Sicurezza Collettiva (OTSC; in russo Организация Договора о коллективной безопасности?, Organizacija Dogovora o kollektivnoj bezopasnosti) è un'alleanza militare creata il 15 maggio 1992 da sei nazioni appartenenti alla Comunità degli Stati Indipendenti.
L'organizzazione pur se fondata da Stati dell'allora Unione delle Repubbliche Socialiste Sovietiche è aperta all'adesione di altri Stati. L'organizzazione gode dello status di osservatore all'Assemblea Generale delle Nazioni Unite e ha concluso un accordo di cooperazione nel mantenimento della pace con l'Organizzazione delle Nazioni Unite.
Il 2 dicembre 2004 le è stato riconosciuto lo status di osservatore dell'Assemblea generale delle Nazioni Unite.

## Attività

### Esercitazioni
L'OTSC tiene esercitazioni di comando militare annuali per le nazioni OTSC per avere l'opportunità di migliorare la cooperazione tra le organizzazioni. Un'esercitazione militare dell'OTSC chiamata "Rubezh 2008" è stata ospitata in Armenia, dove un totale combinato di 4.000 soldati provenienti da tutti e sette i paesi membri dell'OTSC hanno condotto addestramento operativo, strategico e tattico con l'accento sul rafforzamento dell'efficienza dell'elemento di sicurezza collettiva del partenariato OTSC.
La più grande di queste esercitazioni si è svolta nella Russia meridionale e nell'Asia centrale nel 2011, con oltre 10.000 soldati e 70 aerei da combattimento. Per schierare basi militari di un paese terzo nel territorio degli Stati membri della OTSC, è necessario ottenere il consenso ufficiale di tutti i suoi membri. Impiega anche un sistema di "presidenza a rotazione" in cui il paese che guida la OTSC si alterna ogni anno.

### Assemblea parlamentare
Come la NATO, l'OTSC mantiene un'Assemblea parlamentare.

### Forza di mantenimento della pace
Il 6 ottobre 2007, i membri dell'OTSC hanno concordato un'importante espansione dell'organizzazione che creerebbe una forza di mantenimento della pace dell'OTSC che potrebbe schierarsi sotto un mandato delle Nazioni Unite o senza, nei suoi stati membri. L'espansione consentirebbe inoltre a tutti i membri di acquistare armi russe allo stesso prezzo dalla Russia.
Nel gennaio 2022 la OTSC ha dispiegato 2.000 delle sue forze di pace in Kazakistan.

### Forza di reazione rapida collettiva
Il 4 febbraio 2009, cinque dei sette membri hanno raggiunto un accordo per creare la forza di reazione rapida collettiva (in russo: Коллекти́вные си́лы операти́вного реаги́рования (КСОР), con i piani finalizzati il 14 giugno. La forza è destinata a essere utilizzata per respingere l'aggressione militare, condurre operazioni antiterrorismo, combattere la criminalità transnazionale e il traffico di droga e neutralizzare gli effetti dei disastri naturali.
La Bielorussia e l'Uzbekistan inizialmente si sono astenuti dal firmare l'accordo. La Bielorussia lo ha fatto a causa di una disputa commerciale con la Russia e l'Uzbekistan a causa di preoccupazioni generali. La Bielorussia ha firmato l'accordo nell'ottobre successivo, mentre l'Uzbekistan non l'ha mai fatto. Una fonte della delegazione russa ha affermato che l'Uzbekistan non parteciperà alla forza collettiva su base permanente, ma "delegarà" i suoi distaccamenti a prendere parte alle operazioni su base ad hoc.
Il 3 agosto 2009, il Ministero degli Affari Esteri dell'Uzbekistan ha criticato i piani della Russia di stabilire una base militare nel Kirghizistan meridionale per la forza di reazione rapida della CSTO, affermando:
"L'attuazione di tali progetti su un territorio complesso e imprevedibile, dove convergono direttamente i confini di tre repubbliche dell'Asia centrale, può dare impulso al rafforzamento dei processi di militarizzazione e avviare ogni tipo di confronto nazionalistico. […] Inoltre, potrebbe portare alla comparsa di forze estremiste radicali che potrebbero portare a una grave destabilizzazione in questa vasta regione".

## Storia
Il 15 maggio 1992, sei stati post-sovietici appartenenti alla Comunità degli Stati Indipendenti: Russia, Armenia, Kazakistan, Kirghizistan, Tagikistan e Uzbekistan hanno firmato, nella città di Tashkent, il Trattato di sicurezza collettiva (denominato anche Patto di Tashkent o Trattato di Tashkent). Altri tre stati post-sovietici - Azerbaigian, Bielorussia e Georgia - hanno firmato nel 1993 e il trattato è entrato in vigore nel 1994. L'OTSC doveva durare per un periodo di 5 anni se non prorogato.
Il 2 aprile 1999 sei dei nove iniziali stati, tranne Azerbaigian, Georgia e Uzbekistan, hanno accettato di rinnovare il trattato per altri cinque anni.
L’Organizzazione è nata propriamente nel 2002, quando si è dotata di organi istituzionali e di un’infrastruttura militare comune, con anche una forza di intervento finanziata e formata da tutti gli stati membri. L’Organizzazione fornisce addestramento, armi e tecnologie alle sue forze, e svolge ogni anno esercitazioni militari congiunte tra gli eserciti dei paesi membri.
Nell’ottobre 2007 l'OTSC ha firmato un accordo con l'Organizzazione per la Cooperazione di Shanghai (OCS – composta da Cina, Russia e i paesi dell'Asia centrale) per rafforzare la cooperazione su questioni di sicurezza, crimine organizzato e traffico di droga.
A seguito degli scontri tra Armenia (membro del OTSC) e Azerbaigian, scoppiati nella notte tra il 12 e il 13 settembre 2022, la prima ha richiesto l'intervento delle truppe alleate invocando l'articolo 4 del trattato. Esso prevede la mutua assistenza in caso di attacco, ma la richiesta non ha ricevuto risposta, in particolare dalla Russia. La Russia, alleata nella difesa dell'Armenia ma impegnata nella guerra in Ucraina, ha mandato un contingente dopo numerose violazioni del cessate il fuoco.

### Intervento in Kazakistan nel 2022
L'OTSC interviene nella crisi in Kazakistan del 2022 per sedare le sommosse, a causa delle rivolte contro il costo dei prezzi del gas, necessario per la produzione elettrica e, anche, per alimentare le varie fabbriche di cripto valute presenti nel paese, aumentati dal governo Kazako. Tuttavia il Trattato di sicurezza collettiva prevede una clausola di solidarietà esterna in caso di aggressione esterna. Per giustificare la misura il presidente kazako Qasym-Jomart Toqaev ha citato una aggressione terroristica di ispirazione straniera, mentre quello russo Vladimir Putin ha parlato di influenze estere, nominando George Soros. In entrambi i casi non sono state presentate prove a sostegno di tali affermazioni.
In occasione delle proteste in Kazakistan, la Russia ha inviato un contingente di tremila paracadutisti, con lo scopo di proteggere impianti strategici e infrastrutture importanti. Gli altri paesi dell'alleanza (Armenia, Bielorussia, Kirghizistan e Tagikistan) contingenti tra 60 e 500 soldati. L'intervento ha però rappresentato la prima vera azione sul campo dell'OTSC dalla sua fondazione nel 1999.

## Membri

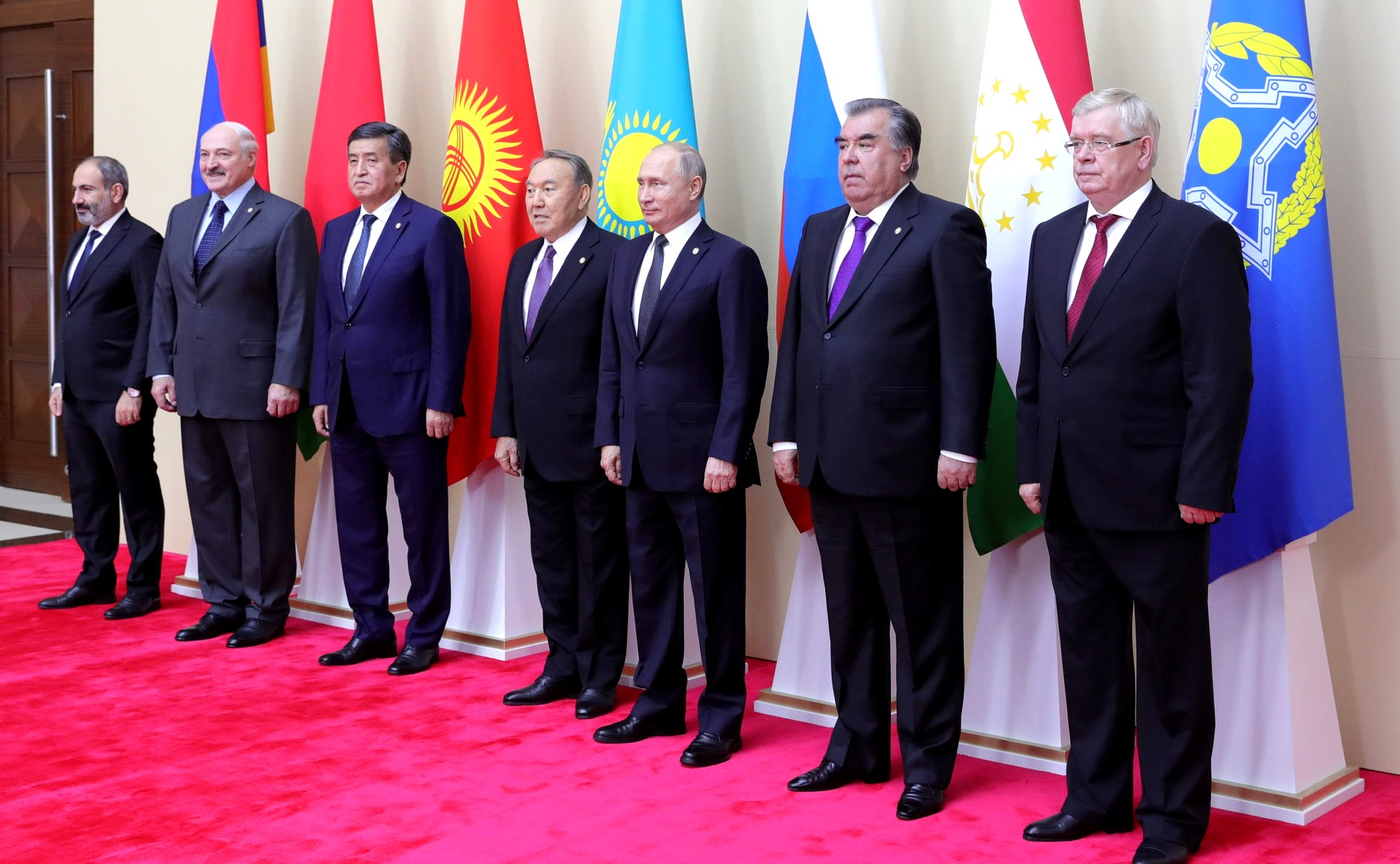
La riunione della CSTO ad Astana, Kazakistan, 8 novembre 2018

La Russia contribuisce più del 50 per cento del budget dell'organizzazione. Le dimensioni dell'esercito della CSTO è di poco maggiore al milione di soldati, di cui l'80 per cento sono russi.
Membri attuali
- Armenia (1994)
- Bielorussia (1994)
- Kazakistan (1994)
- Kirghizistan (1994)
- Russia (1994)
- Tagikistan (1994)

Osservatori
- Serbia (2013)
- Unione Russia-Bielorussia (1999)[non chiaro]

Possibili candidati
- Iran

Membri passati
- Azerbaigian (1994-1999)
- Georgia (1994-1999)
- Uzbekistan (1994-1999, 2006-2012)

## Segretari generali
| Stato       | Nominativo                           | Durata del mandato     |
| ----------- | ------------------------------------ | ---------------------- |
| Russia      | Vladimir Zemskij                     | 1996 - 2000            |
| Russia      | Valerij Nikolayenko                  | 2000 - 2003            |
| Russia      | Nikolaj Bordyuzha                    | 2003 - 2016            |
| Russia      | Valerij Semerikov                    | ad interim 2017        |
| Armenia     | Jurij Khačaturov                     | 2017 - 2018            |
| Russia      | Valerij Semerikov                    | ad interim 2018 - 2019 |
| Bielorussia | Stanislav Vasil'evič Zas             | 2020 - 2022            |
| Kazakistan  | Imangali Nurgaliyevich Tasmagambetov | 2023 - in carica       |

## Presidenti
Il presidente dell'OTSC è a rotazione di turno.
- Nikol Pashinyan[19] (2021 - 2022)
- Aleksandr Lukashenko[20] (2023 - in carica)